# ملا جنود
ملا جنود، روستایی است از توابع بخش مرکزی شهرستان خوی استان آذربایجان غربی ایران.

## جمعیت
این روستا در دهستان قره‌سو قرار داشته و بر اساس سرشماری سال ۱۳۸۵ جمعیت آن ۷۷۷ نفر (۱۴۴ خانوار)
بوده‌است.